# Amagat
Das Amagat (Einheitenzeichen: amg), benannt nach dem französischen Physiker Émile Hilaire Amagat (1841–1915), ist eine von Physikern gebrauchte Einheit der Teilchendichte von Gasen. Sie ist definiert als das Molvolumen eines Idealen Gases bei Normalbedingungen. Dabei unterscheidet man allerdings zwischen der so genannten Amagat Volumeneinheit und der Amagat Dichteeinheit.
1 Amagat Volumeneinheit = 0,022414 m³/mol
1 Amagat Dichteeinheit =  44,615 mol/m³
Amagat-Einheiten wurden in Holland seit der Zeit von Johannes Diderik van der Waals (1837–1923) ausgiebig verwendet, wurden aber in England erst ab 1939 eingesetzt.